# Jacobus Catharinus Cornelis den Beer Poortugael (1775-1813)
Jacobus Catharinus Cornelis den Beer Poortugael (Schiedam, 5 februari 1775 - Gouda, 13 maart 1813) was een Nederlandse dichter, rechtsgeleerde en militair. Poortugael was tevens lid van de familie Den Beer Poortugael. Hij was de zoon van Leonardus, burgemeester van Schiedam.

## Carrière

### Dichter
In zijn jeugd werd Poortugael reeds bekend om zijn gedichten, waaronder Onsterfelijkheid. Op 17-jarige leeftijd werd hij aangenomen als lid van het Amsterdamse dicht- en letterlievend genootschap 'Wij streven naar de Volmaaktheid'. In 1793 gaf hij een bundel uit, getiteld Mijn ledige uren, maar latere gedichten zijn politiek gekleurd en spelen zich af tijdens de staatsomwenteling van 1795, als de Fransen naar Nederland komen.

### Rechtsgeleerde
In 1793 werd hij meester in de rechten aan de Universiteit van Harderwijk. In 1798 werd hij Procureur der Gemeente Amsterdam. Op 12 juni 1798 werd hij ontslagen van alle politieke betrekkingen. Met zijn vrouw en twee kinderen trok Poortugael zich terug op de Duinoog, hun huis in Arnhem. Vanaf 1804 stond hij als advocaat ingeschreven. In 1808 werd hij bij decreet van de Koning van Holland benoemd tot Chef der eerste Divisie van het Ministerie van Justitie en Politie.

### Militair
Toen Russische en Engelse schepen in Noord-Holland landden, gaf Poortugael gehoor aan de oproep voor vrijwillige wapening en nam in 1799 als kapitein bij het Tweede Bataljon van het Legioen Bataven deel aan de Slag bij Bergen en de Slag bij Castricum. Toen de Engelsen bij Walcheren landden meldde hij zich weer aan om tegen hen te vechten. Dit alles bezong hij in zijn gedichten. In 1811 vroeg hij aan de keizer bij diens intocht ontslag met de woorden: Sire, je ne demande pas de grâce, mais droit! De Keizer onthief hem van de militaire dienst.

## Persoonlijk
In 1794 trouwde hij met de gelegenheidsdichteres Anna Clarissa Maria Wassenbergh (1771-1834). Uit zijn huwelijk werden twee kinderen geboren. Hun jongste zoon was Diederik Jacobus den Beer Poortugael, de oudste was Adam Camillus Johannes Marius den Beer Portugael (1790-?) wiens dochter Johanna Jacoba Magdalene den Beer Portugael (1827-?) trouwde met Hendrik Marinus Barendregt van Charlois (1820-1887), burgemeester van Barendrecht (1850-1854) en van Charlois (1854-1878).
Hij overleed in 1813, als lid der stedelijke regering van Gouda.